# Area archeologica di San Giuliano
L'Area archeologica di San Giuliano è una vasta area archeologica, cui afferiscono pochi resti di almeno un centro abitato, attivo dall'età del Bronzo fino al basso medioevo,  e diverse necropoli etrusche, che si trova a Barbarano Romano in provincia di Viterbo.

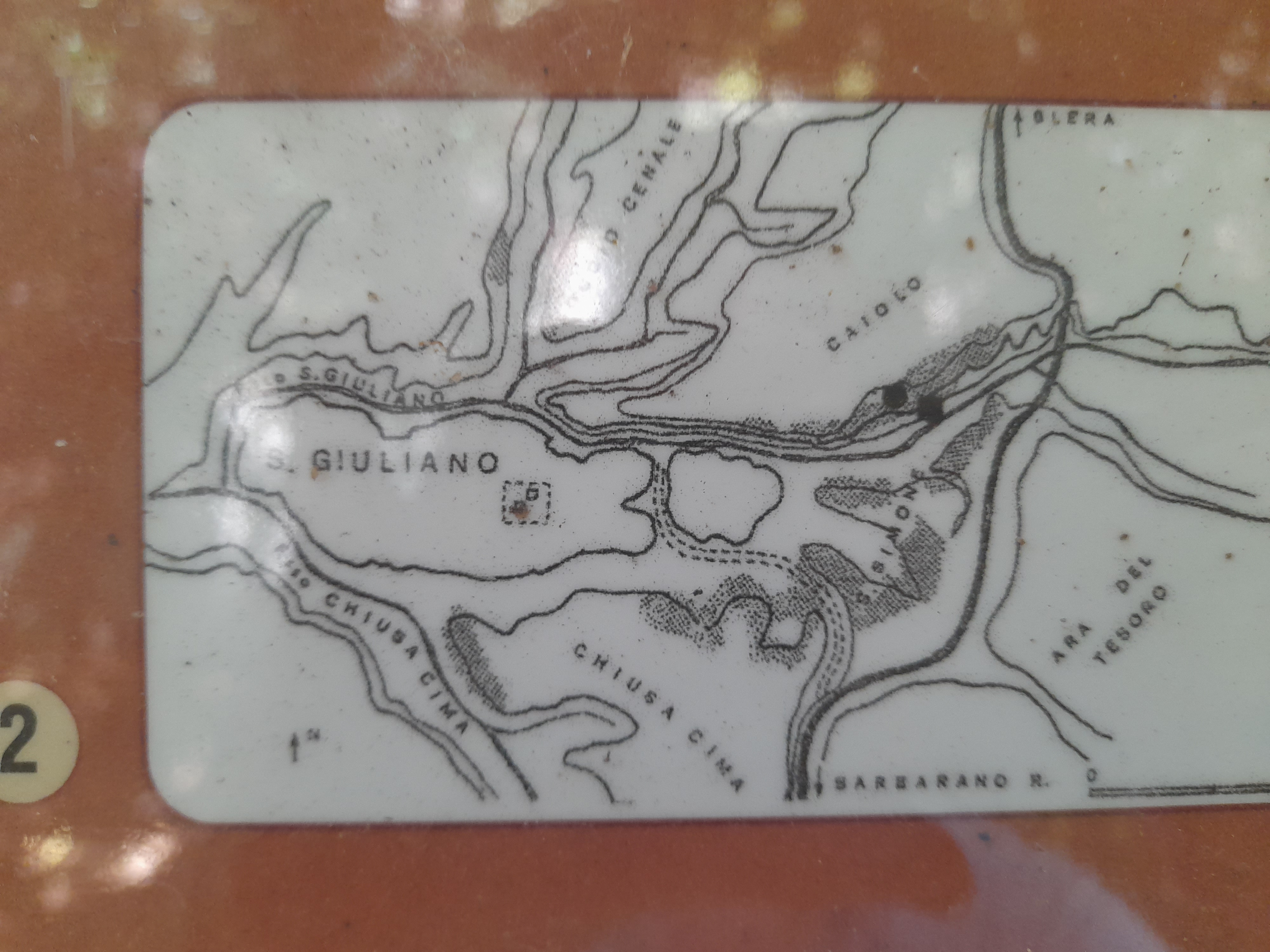
Area archeologica

## Scavi
I primi scavi risalgono alla metà del XIX secolo. Nel 1882 l'area di Chiusa Cima fu riconsociuta come necropoli afferente al sito etrusco di San Giuliano, dai curatori della Carta archeologica d'Italia; fu in questa occasione che furono vistate e descritte molte tombe etrusche, tra le quali la Tomba della Regina e la Tomba Rois-Costa.
Successivi scavi, non documentati, risalgono all'inizio del XX secolo ad opera di Luigi Rossi Danielli, mentre i primi scavi a carattere scientifico risalgono agli anni '30 ad opera di Gino Rosi e Augusto Gargana.

## Descrizione
L'area si estende a nord dell'abitato di BarbaranoRomano, interessando le alture, e le forre sottostanti, del colle Sarignano, del colle Caiolo e del Colle San Simone.
Gli scavi hanno evidenziato la presenza di almeno due abitati risalenti all'età del bronzo; uno in località Pontone, immediatamente a nord del moderno abitato di Barbarano che si estendeva per circa 3 ettari, e il secondo sul colle di San Sarignano (noto anche come colle San Giuliano), a nord-est dei Barbarano, che si estendeva per circa 8 ettari.
In località Pontone, oltre ad un aggere in pietrame, sono stati ritrovati frammenti in ceramica databili al bronzo medio, mentre dell'abitato che sorgeva sul colle di San Giuliano si sono conservati pochi resti fittili riferibili alla cultura protovillanoviana del  bronzo finale, mentre sembra decaduta la possibile identificazione del sito con l'antica Marturanum. In ragione della vicinanza dei due siti,della datazione loro estensione e datazione, che in epoca protostorica ci sia stato un trasferimento della popolazione dall'insendiamento del Pontone verso quello di San Giuliano.
Sul colle si trovano le mura dell'abitato medievale, la chiesa romanica di San Giuliano, che conserva affreschi del XV secolo, ed una cisterna romana, per la raccolta delle acque piovane.
Intorno all'abitato, come avveniva per tutte le città etrusche, sorsero diverse necropoli, come quella di Caiolo, di Chiusa-Cima, della Valle Cappellana e quella di San Simone.
L'area, che solo a partire dal 2016 è stata indagata sistematicamente, potrebbe contare oltre centinaia di tombe.
Gli stessi scavi hanno poi permesso di determinare come la rocca di San Giuliano sia stata sede, in epoca medievale, di una postazione difensiva cinta da mura, servita da una torre e con almeno due cancelli d'ingresso.
In località La Noce, tra le cime di San Giuliano e di San Simone, poi sono atate trovate evidenze di un tempio con annesso pozzo sacro, che ha restituito numeroso materiale votivo in terracotta, confluito successivamente nei musei di Barbarano Romano, Vetralla e Viterbo.